# Viborg FF
Die Viborg Fodsports Forening (VFF) (deutsch Fußsportvereinigung von Viborg) ist ein dänischer Fußballverein in Viborg.

## Sportliche Erfolge

### Meisterschaft
Der Verein war Gründungsmitglied der höchsten Spielklasse 1927 und musste bis 1981 auf eine neuerliche Saison in der höchsten dänischen Spielklasse (1. Division, seit 1991 Superligaen) warten. Bis 1997 folgte in verschiedenen Spielzeiten nach dem Aufstieg meistens der sofortige Abstieg. Von 1998 an war VFF zehn Jahre lang ununterbrochen in der höchsten Spielklasse. Seit dem Abstieg 2008 in die zweitklassige 1. Division pendelt der Verein zwischen den ersten beiden Ligen: 2013 und 2015 konnte man den Aufstieg feiern, in der Spielzeit 2013/14 stieg Viborg ab.
Im Jahr 2021 belegte Viborg den ersten Platz in der dänischen 1. Division und schaffte damit den Aufstieg in die oberste Spielklasse. Ihre erste Saison zurück in der Superliga verlief auf Anhieb erfolgreich, da sie sich für die UEFA Europa Conference League qualifizierten. Nachdem sie Sūduva und B36 Tórshavn ausgeschaltet hatten, verloren sie schließlich in zwei Spielen gegen den Premier-League-Klub West Ham United.

### Pokal
Die VFF wurde 2000 durch einen 1:0-Sieg gegen Aalborg BK dänischer Pokalsieger.

## Europapokalbilanz
| Saison  | Wettbewerb                    | Runde                  | Gegner             | Gesamt    | Hin     | Rück          |
| ------- | ----------------------------- | ---------------------- | ------------------ | --------- | ------- | ------------- |
| 2000/01 | UEFA-Pokal                    | 1. Runde               | ZSKA Moskau        | 1:0       | 0:0 (A) | 1:0 n. V. (H) |
| 2000/01 | UEFA-Pokal                    | 2. Runde               | Rayo Vallecano     | (a)2:2(a) | 0:1 (A) | 2:1 (H)       |
| 2022/23 | UEFA Europa Conference League | 2. Qualifikationsrunde | Sūduva Marijampolė | 2:0       | 1:0 (A) | 1:0 (H)       |
| 2022/23 | UEFA Europa Conference League | 3. Qualifikationsrunde | B36 Tórshavn       | 5:1       | 3:0 (H) | 2:1 (A)       |
| 2022/23 | UEFA Europa Conference League | Play-offs              | West Ham United    | 1:6       | 1:3 (A) | 0:3 (H)       |

Gesamtbilanz: 10 Spiele, 6 Siege, 1 Unentschieden, 3 Niederlagen, 11:9 Tore (Tordifferenz +2)

## Trainer
- Anders Linderoth (2006–2007)
- Aurelijus Skarbalius (2014–2015)
- Jacob Neestrup (2019–2020)
- Jacob Friis (2022–2023)
- Jakob Poulsen (2023-)